# Eduardo Medrano Rivas
Eduardo Medrano Rivas (Madrid, 15 de juny de 1897 – Barcelona, 13 de febrer de 1941) fou un militar i polític espanyol, comandant de l'Exèrcit Popular de la República afusellat al final de la guerra civil.

## Biografia
Estudià a Madrid i el 14 de juliol de 1913 ingressà a l'Acadèmia d'Artilleria de Segòvia, on es graduà com a tinent. Durant les estades a Biniatzar (Bunyola, Mallorca) coneix Maria de l'Assumpció Fuster Miró-Granada (Palma 1898- Barcelona 1968), palmesana resident a Barcelona, amb la que es casarà el 1924 i amb la que tindrà cinc fills.
Ascendit a capità, el 15 de desembre de 1926 demana ingressar al setè Regiment Lleuger de la IV Regió Militar(Catalunya). Allí contacta amb els cercles republicans federalistes juntament amb altres militars maçons i republicans, i es vincula al Partit Republicà Democràtic Federal. El 22 de maig de 1931 formà part de la direcció del Círculo Republicano Federal del distrito V de Barcelona juntament amb el metge Ferran Rosell i Jané, l'advocat Antonio Jiménez Jiménez i els capitans Alejandro Sancho, Salvador Sediles Moreno, Ramón Franco Bahamonde, Francisco Galán Rodríguez (germà de Fermín Galán) i José García Miranda.
A les eleccions a Corts Constituents de 12 de juliol de 1931 es presentà com a segon candidat de l'Extrema Esquerra Federal a la circumscripció de Barcelona ciutat amb l'advocat Antonio Jiménez Jiménez, que és elegit amb 32.784 vots. Ell n'aconsegueix 3.439 (5,07%) però no obté escó. El 1932 es desvinculà del grup i formà part de la direcció del Partit Federal de Catalunya, partit que deixà l'abril del 1934 per integrar-se al Partit Sindicalista.
Fou dels pocs militars que va donar suport els fets del sis d'octubre de 1934 a Barcelona, raó per la qual fou detingut i tancat en una presó militar, Per aquest motiu demanà la baixa de l'exèrcit.
El cop d'estat del 18 de juliol de 1936 el va sorprendre de vacances a Mallorca amb la seva família. Va retornar a Barcelona i demanà el reingrés a l'exèrcit. Fou reintegrat a la seva graduació de capità i nomenat ajudant del coronel José Eduardo Villalba Rubio al Front d'Aragó El 24 d'octubre es crea l'Exèrcit Popular de Catalunya, en el que s'integra com a comandant de la tercera divisió. Posteriorment fou ascendit a major d'artilleria i cap de la Divisió 33 de l'Exèrcit Popular de la República fins al final de la contesa.
Poc després d'acabar la guerra civil espanyola (1939) és detingut per les tropes nacionals. Després d'una espera incerta és condemnat a mort i afusellat la matinada del 13 de febrer de 1941, probablement al castell de Montjuïc.